# Pébrac
Pébrac est une commune française située dans le département de la Haute-Loire en région Auvergne-Rhône-Alpes.
La commune de Pébrac s’étend de la vallée de la Desges aux contreforts de la Margeride.

## Géographie
Située à 675 mètres d'altitude, la commune bénéficie d'un climat tempéré avec des influences continentales, montagnardes (avec la présence du Massif central) et parfois la remontée d'air méditerranéen. La commune s'étend sur 17,9 km2.

### Localisation
La commune de Pébrac se trouve dans le département de la Haute-Loire, en région Auvergne-Rhône-Alpes.
Elle se situe à 41 km par la route du Puy-en-Velay, préfecture du département, à 41 km de Brioude, sous-préfecture, et à 12 km de Langeac, bureau centralisateur du canton de Gorges de l'Allier-Gévaudan dont dépend la commune depuis 2015 pour les élections départementales.
Les communes les plus proches sont : 
Chazelles (2,1 km), Tailhac (4,2 km), Charraix (4,7 km), Desges (4,8 km), Chanteuges (4,9 km), Saint-Arcons-d'Allier (5,2 km), Venteuges (5,3 km), Saint-Julien-des-Chazes (6,0 km).
| Langeac   | Chanteuges |          |
| Chazelles | Pébrac     | Charraix |
|           | Venteuges  |          |

### Climat
Pour des articles plus généraux, voir Climat d'Auvergne-Rhône-Alpes et Climat de la Haute-Loire.
En 2010, le climat de la commune est de type climat des marges montargnardes, selon une étude du Centre national de la recherche scientifique s'appuyant sur une série de données couvrant la période 1971-2000. En 2020, Météo-France publie une typologie des climats de la France métropolitaine dans laquelle la commune est exposée à un climat de montagne ou de marges de montagne et est dans la région climatique Sud-est du Massif Central, caractérisée par une pluviométrie annuelle de 1 000 à 1 500 mm, minimale en été, maximale en automne.
Pour la période 1971-2000, la température annuelle moyenne est de 9,2 °C, avec une amplitude thermique annuelle de 15,8 °C. Le cumul annuel moyen de précipitations est de 766 mm, avec 8,8 jours de précipitations en janvier et 6,9 jours en juillet. Pour la période 1991-2020, la température moyenne annuelle observée sur la station météorologique de Météo-France la plus proche, « Saugues-Sa », sur la commune de Saugues à 8 km à vol d'oiseau, est de 8,1 °C et le cumul annuel moyen de précipitations est de 785,1 mm,. Pour l'avenir, les paramètres climatiques de la commune estimés pour 2050 selon différents scénarios d'émission de gaz à effet de serre sont consultables sur un site dédié publié par Météo-France en novembre 2022.

## Urbanisme

### Typologie
Au 1er janvier 2024, Pébrac est catégorisée commune rurale à habitat très dispersé, selon la nouvelle grille communale de densité à sept niveaux définie par l'Insee en 2022.
Elle est située hors unité urbaine et hors attraction des villes,.

### Occupation des sols
L'occupation des sols de la commune, telle qu'elle ressort de la base de données européenne d’occupation biophysique des sols Corine Land Cover (CLC), est marquée par l'importance des forêts et milieux semi-naturels (59,6 % en 2018), une proportion identique à celle de 1990 (59,6 %). La répartition détaillée en 2018 est la suivante : 
forêts (57,2 %), prairies (37,6 %), zones agricoles hétérogènes (2,8 %), milieux à végétation arbustive et/ou herbacée (2,3 %). L'évolution de l’occupation des sols de la commune et de ses infrastructures peut être observée sur les différentes représentations cartographiques du territoire : la carte de Cassini (XVIIIe siècle), la carte d'état-major (1820-1866) et les cartes ou photos aériennes de l'IGN pour la période actuelle (1950 à aujourd'hui).

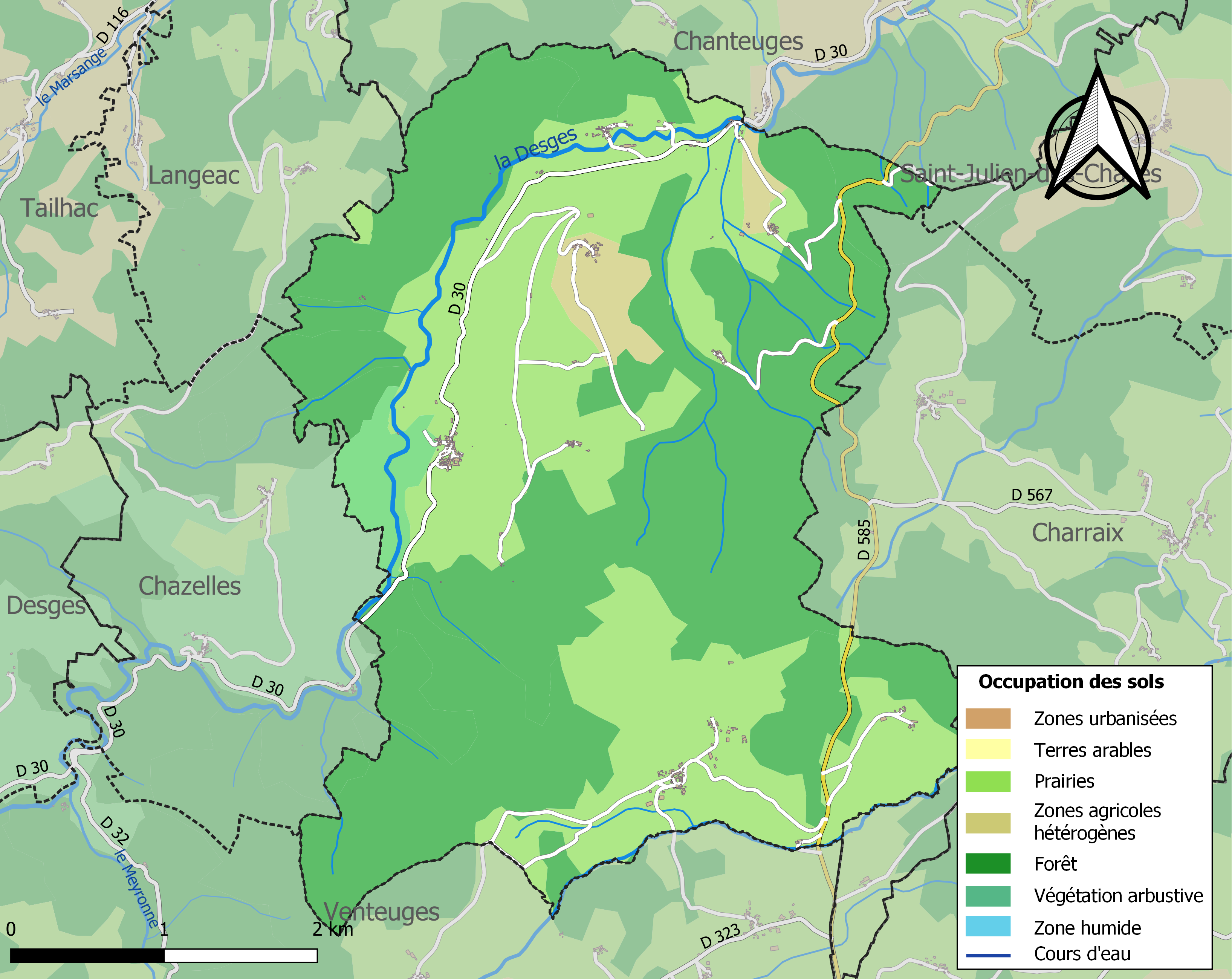
Carte des infrastructures et de l'occupation des sols de la commune en 2018 (CLC).

### Habitat et logement
En 2018, le nombre total de logements dans la commune était de 148, alors qu'il était de 144 en 2013 et de 136 en 2008.
Parmi ces logements, 38,4 % étaient des résidences principales, 48,9 % des résidences secondaires et 12,7 % des logements vacants. Ces logements étaient pour 99,3 % d'entre eux des maisons individuelles et pour 0,7 % des appartements.
Le tableau ci-dessous présente la typologie des logements à Pébrac en 2018 en comparaison avec celle de la Haute-Loire et de la France entière. Une caractéristique marquante du parc de logements est ainsi une proportion de résidences secondaires et logements occasionnels (48,9 %) supérieure à celle du département (16,1 %) et à celle de la France entière (9,7 %). Concernant le statut d'occupation de ces logements, 89,7 % des habitants de la commune sont propriétaires de leur logement (90,6 % en 2013), contre 70 % pour la Haute-Loire et 57,5 pour la France entière.
| Typologie                                               | Pébrac | Haute-Loire | France entière |
| ------------------------------------------------------- | ------ | ----------- | -------------- |
| Résidences principales (en %)                           | 38,4   | 71,5        | 82,1           |
| Résidences secondaires et logements occasionnels (en %) | 48,9   | 16,1        | 9,7            |
| Logements vacants (en %)                                | 12,7   | 12,4        | 8,2            |

## Toponymie
Attesté en Piperaco en 1072.
D'après Albert Dauzat et Charles Rostaing, ce toponyme provient du nom d'homme latin Piper et du suffixe latin -iacum, comme Pibrac et Poivres.

## Histoire

### Moyen Âge
À la fin du Moyen Âge, vers 1340, la compagnie du capitaine Louis d’Anjony tenta d’investir le village mais les habitants le repoussèrent. Néanmoins, les mercenaires brûlèrent les alentours du village et le château de Ganillon.
Plus tard, l’arrêt des relations entre l’abbaye et ses prieurés entraîna le déclin du village. En 1438, Armand de Flaghac permit d’enrayer la crise et reconstruisit l’église et les bâtiments abbatiaux, il instaura les foires et transforma le village en fortifiant le quartier haut. Le village retrouva ainsi une certaine prospérité. Au XVIIIe siècle, le village, saturé, s’étendit le long d’une calade empierrée.
L'histoire du village de Pébrac est très liée à l'histoire de son abbaye. Une première communauté religieuse est créée en 1062 par Pierre de Chavanon. Cette communauté prend le statut d'abbaye en 1097 sur décision du pape Urbain II.
Pendant la guerre de Cent Ans, l'abbaye est en grande partie détruite sous la menace des routiers que l'on appelle encore Anglais ou écorcheurs. Ce sont d'anciens mercenaires qui, sans solde depuis le traité de Brétigny en 1360 entre la France et l'Angleterre, se livrent au pillage. À la fin de la guerre, les Flaghac vont remettre l'abbaye sur pied, mais en 1525, l'abbaye tombe en commende. Les abbés sont nommés par le Roi. Ils ne résident pas sur place mais tirent d'importants revenus des terres de Pébrac et des prieurés qui y sont rattachés.

### Époque moderne
Au XVIIe siècle, l'abbé Jean-Jacques Olier, fils d'un important conseiller du Roi de France, va ainsi accroître sa fortune déjà grande grâce aux revenus de l'abbaye et de ses nombreux prieurés. Mais, il aimait l'endroit et y séjournait souvent. Il rêvait aussi de mettre sa fortune au service d'une grande cause. Un échevin de la ville de La Flèche, Jérôme Le Royer de La Dauversière, va le convaincre de créer au nouveau Monde une cité qui soit un exemple d'humanité. Ensemble, ils créent une société qui permettra à un brillant officier Paul de Chomedey de Maisonneuve de débarquer sur une île du fleuve Saint-Laurent le 17 mai 1642. Il y fonda Ville-Marie qui prendra plus tard le nom de Montréal. Ce comptoir deviendra l'importante et dynamique métropole du Québec que nous connaissons aujourd'hui.

### Époque contemporaine
Enfin, la révolution industrielle du XIXe siècle ouvrit de nouveaux horizons. Le niveau de vie s’éleva grâce à l’offre d’un travail rémunéré lié à l’exploitation du charbon, de l’antimoine puis du spath. Les maisons se transformèrent et arborèrent fièrement des linteaux de porte sculptés. En 1860, après l’arrivée du chemin de fer, la commune comptait cinq écoles et de nombreux commerçants.
La Première Guerre mondiale emporta plus d’une quarantaine de jeunes adultes, ce qui porta un coup fatal à cet enthousiasme.

## Politique et administration

### Découpage territorial
La commune de Pébrac est membre de la communauté de communes des Rives du Haut Allier, un établissement public de coopération intercommunale (EPCI) à fiscalité propre créé le 27 décembre 2016 dont le siège est à Langeac. Ce dernier est par ailleurs membre d'autres groupements intercommunaux.
Sur le plan administratif, elle est rattachée à l'arrondissement de Brioude, au département de la Haute-Loire, en tant que circonscription administrative de l'État, et à la région Auvergne-Rhône-Alpes.
Sur le plan électoral, elle dépend du canton de Gorges de l'Allier-Gévaudan pour l'élection des conseillers départementaux, depuis le redécoupage cantonal de 2014 entré en vigueur en 2015, et de la deuxième circonscription de la Haute-Loire   pour les élections législatives, depuis le redécoupage électoral de 1986.

### Liste des maires
| Période                                  | Période                    | Identité       | Étiquette | Qualité |
| ---------------------------------------- | -------------------------- | -------------- | --------- | ------- |
| Les données manquantes sont à compléter. |                            |                |           |         |
| avant 1981                               | ?                          | Rachelle Merle |           |         |
| 2008                                     | En cours (au 28 août 2014) | Alain Cussac   |           |         |

## Population et société

### Démographie

#### Évolution démographique
L'évolution du nombre d'habitants est connue à travers les recensements de la population effectués dans la commune depuis 1793. Pour les communes de moins de 10 000 habitants, une enquête de recensement portant sur toute la population est réalisée tous les cinq ans, les populations de référence des années intermédiaires étant quant à elles estimées par interpolation ou extrapolation. Pour la commune, le premier recensement exhaustif entrant dans le cadre du nouveau dispositif a été réalisé en 2005.

En 2022, la commune comptait 115 habitants, en stagnation par rapport à 2016 (Haute-Loire : +0,36 %, France hors Mayotte : +2,11 %).
| 1793 | 1800 | 1806 | 1821 | 1831 | 1836 | 1841 | 1846 | 1851  |
| ---- | ---- | ---- | ---- | ---- | ---- | ---- | ---- | ----- |
| 834  | 599  | 729  | 651  | 721  | 663  | 639  | 754  | 1 097 |

| 1856  | 1861  | 1866 | 1872 | 1876 | 1881 | 1886 | 1891 | 1896 |
| ----- | ----- | ---- | ---- | ---- | ---- | ---- | ---- | ---- |
| 1 092 | 1 010 | 982  | 986  | 994  | 979  | 897  | 873  | 813  |

| 1901 | 1906 | 1911 | 1921 | 1926 | 1931 | 1936 | 1946 | 1954 |
| ---- | ---- | ---- | ---- | ---- | ---- | ---- | ---- | ---- |
| 781  | 769  | 749  | 660  | 603  | 526  | 478  | 444  | 381  |

| 1962 | 1968 | 1975 | 1982 | 1990 | 1999 | 2005 | 2006 | 2010 |
| ---- | ---- | ---- | ---- | ---- | ---- | ---- | ---- | ---- |
| 300  | 263  | 233  | 201  | 178  | 136  | 125  | 126  | 124  |

| 2015 | 2020 | 2022 | - | - | - | - | - | - |
| ---- | ---- | ---- | - | - | - | - | - | - |
| 116  | 117  | 115  | - | - | - | - | - | - |

#### Pyramide des âges
La population de la commune est relativement âgée.
En 2018, le taux de personnes d'un âge inférieur à 30 ans s'élève à 23,1 %, soit en dessous de la moyenne départementale (31 %). À l'inverse, le taux de personnes d'âge supérieur à 60 ans est de 41,8 % la même année, alors qu'il est de 31,1 % au niveau départemental.
En 2018, la commune comptait 60 hommes pour 55 femmes, soit un taux de 52,17 % d'hommes, largement supérieur au taux départemental (49,13 %).
Les pyramides des âges de la commune et du département s'établissent comme suit.
| Hommes | Classe d’âge | Femmes |
| ------ | ------------ | ------ |
| 1,6    | 90 ou +      | 1,8    |
| 13,1   | 75-89 ans    | 16,1   |
| 26,2   | 60-74 ans    | 25,0   |
| 18,0   | 45-59 ans    | 17,9   |
| 16,4   | 30-44 ans    | 17,9   |
| 16,4   | 15-29 ans    | 7,1    |
| 8,2    | 0-14 ans     | 14,3   |

| Hommes | Classe d’âge | Femmes |
| ------ | ------------ | ------ |
| 0,9    | 90 ou +      | 2,5    |
| 8,4    | 75-89 ans    | 11,7   |
| 20,4   | 60-74 ans    | 20,5   |
| 21,3   | 45-59 ans    | 20,3   |
| 16,8   | 30-44 ans    | 16,3   |
| 15,2   | 15-29 ans    | 13,2   |
| 17     | 0-14 ans     | 15,6   |

## Économie

### Emploi
| Division       | 2008  | 2013  | 2018  |
| -------------- | ----- | ----- | ----- |
| Commune        | 6,8 % | 5,7 % | 7,4 % |
| Département    | 6,3 % | 7,7 % | 7,7 % |
| France entière | 8,3 % | 10 %  | 10 %  |

En 2018, la population âgée de 15 à 64 ans s'élève à 67 personnes, parmi lesquelles on compte 73,5 % d'actifs (66,2 % ayant un emploi et 7,4 % de chômeurs) et 26,5 % d'inactifs,. En  2018, le taux de chômage communal (au sens du recensement) des 15-64 ans est inférieur à celui de la France et département, alors qu'en 2008 il était supérieur à celui du département et inférieur à celui de la France.
La commune est hors attraction des villes,. Elle compte 21 emplois en 2018, contre 30 en 2013 et 22 en 2008. Le nombre d'actifs ayant un emploi résidant dans la commune est de 47, soit un indicateur de concentration d'emploi de 43,7 % et un taux d'activité parmi les 15 ans ou plus de 51 %.
Sur ces 47 actifs de 15 ans ou plus ayant un emploi, 20 travaillent dans la commune, soit 42 % des habitants. Pour se rendre au travail, 70,8 % des habitants utilisent un véhicule personnel ou de fonction à quatre roues, 20,8 % s'y rendent en deux-roues, à vélo ou à pied et 8,3 % n'ont pas besoin de transport (travail au domicile).

## Culture locale et patrimoine

### Lieux et monuments

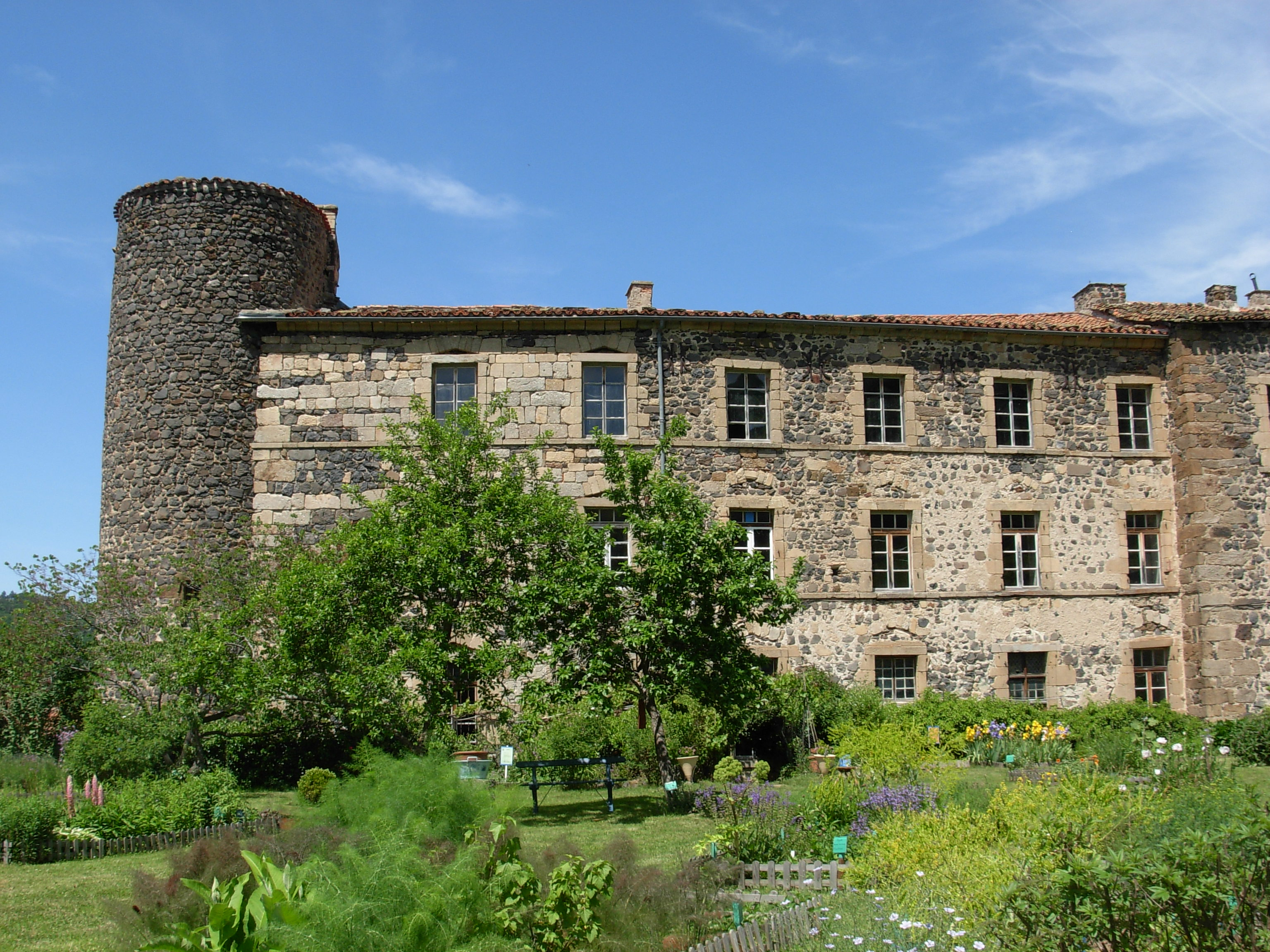
Abbaye de Pébrac.

- Abbaye Notre-Dame de Pébrac, romane, dominant la vallée de la Desges : monastère fondé en 1062 par saint Pierre de Chavanon, archiprêtre de Langeac.
- Chapelle Saint-Andéol de Ganillon.

Pour mémoire
- Château de Digons, dominant la Desges, près du hameau éponyme, possession au XIe siècle d'Ithier de Mandulphe[27].

### Personnalités liées à la commune
- Saint Pierre de Chavanon : né à Langeac vers 1003, Pierre de Chavanon s'orienta tout jeune vers le sacerdoce. Il se retira dans la solitude à Pébrac, où l'évêque de Clermont l'engagea à fonder en 1077 l'abbaye de Saint-Amable, un monastère de chanoines réguliers qui connut un grand rayonnement, le seul vestige visible aujourd'hui de ce monastère est l'église abbatiale connue sous le nom de basilique Saint-Amable de Riom (63). Il mourut un 8 septembre vers 1080.
- Jean-Jacques Olier de Verneuil, fondateur de l'ordre de Saint-Sulpice, fut abbé commendataire cette abbaye de Pébrac au XVIIe siècle.
- Félix Vialart de Herse, évêque-comte de Châlons-sur-Marne, pair de France, succède à Jean-Jacques Olier comme abbé commendataire de Pébrac, de 1646 à 1649 il introduit la réforme dans l'abbaye et la réunit à la Congrégation de France[28].